# 仙塘镇
仙塘镇是中国广东省河源市东源县下辖的一个镇，是东源县的县城所在地。辖区总面积173平方公里，下辖1个社区13个村。常住人口2.62万人，外来人口近3万人。区内有热水温泉山庄、东方红东江野战俱乐部、热水漂流等旅游项目。

## 地理
仙塘镇位于河源市的东北，离河源市九千米。其地理位置为东经114°42'，北纬23°44'。地形为半丘陵地形，从东北向西南高度逐渐降低。

## 历史
仙塘镇是1986年设立的。

## 行政区划
现辖13个村，2个居委会：
仙塘社区、新源新村社区、东方红村、古云村、观塘村、禾溪村、红光村、龙利村、龙尾村、木京村、热水村、仙塘村、徐洞村、坭坑村和新洋潭村。

## 交通
广梅汕铁路、 205国道、 粤赣高速公路贯穿全镇。
- 京九铁路：仙塘站

## 人口
仙塘镇有2.6万常住人口和约3万外来人口。

## 经济
按照官方网站数据2007年仙塘镇的工业总产值为22.18亿人民币，农业总产值为8278.9万人民币。